# Атака коммандос
«Атака Коммандос» (англ. Strike Commando) — итальянский эксплуатационный фильм-боевик 1987 года режиссёра Бруно Маттеи. Относится к категории Warsploitation. В главных ролях снимались американские актёры Рэб Браун, Кристофер Коннелли и Майк Монти.
Кинокритик журнала Variety назвал фильм заурядной подделкой «Рэмбо» с глупыми диалогами и немногочисленными неплохими экшн-сценами.

## Сюжет
Американский солдат, сержант Майкл Рэнсом (Рэб Браун), попадает во Вьетнам, где в это время идёт война. Сержанта Рэнсома и ещё двоих солдат отправляют для уничтожения лагеря вьетконговцев. Рэнсом устанавливает СВУ, в то время как детонатор находится у его командира — полковника Радека (Кристофер Коннелли). Полковник слишком рано активирует его, группа Рэнсома гибнет в бою с противником. Сам Майкл падает в реку от взрывной волны. Раненного сержанта находят вьетнамцы, лояльные к США, и лечат его в своём селении. От одного из жителей деревни,
Ле Ду (Элан Коллинз), бывшего французского журналиста, Рэнсом узнаёт, что его врагам помогают советские военные инструкторы. Сержанту удаётся выйти на связь со своими с помощью найденной в джунглях рации. Полковник Радек решает «убрать» Майкла и отправляет за ним отряд на вертолёте. С отрядом ликвидаторов отправляют майора Харримана, который был наставником главного героя и знает его повадки. Пока Майкл отражал нападение вьетконговцев возле одной из рек, Ле Ду погибает от рук советских солдат. Майкл находит тело журналиста с зажатой в руке красной звездой и решает проникнуть в лагерь советов и уничтожить их.

## В ролях
- Рэб Браун — сержант Майкл Рэнсом
- Кристофер Коннелли — полковник Радек
- Майк Монти — майор Харриман
- Луиза Кэмстиг — Ольга
- Лучано Пигоцци (в титрах указан как: Алан Коллинс) — Ле Ду
- Карен Лопес — Чо-Ли
- Джеймс Гейнс — «Трэш», один из солдат Радека
- Массимо Ванни — в титрах не указан

## Съёмки
Съёмки проходили на Филиппинских островах. По словам актёра Майка Монти, сыгравшего майора Харримана, Бруно Маттеи во время работы над фильмом прекрасно осознавал, что снимает не шедевр вроде «Доктора Живаго», но тем не менее снимал профессионально и умел работать даже с актёрами-любителями

## Продолжение фильма
В 1988 был выпущен в прокат фильм Strike Commando 2, в съёмках которого приняли участие Ричард Харрис и Брент Хафф. Фильм снимали в перерывах между съёмками Зомби 3 режиссёра Бруно Маттеи.